# 咸熙
咸熙（かんき）は、三国時代、魏の元帝曹奐の治世に行われた2番目の元号。
264年 - 265年。曹魏最後の元号。

## 出来事
- 2年12月13日：元帝が皇帝位を晋王司馬炎に禅譲し、魏は滅亡。

## 西暦・干支との対照表
| 咸熙 | 元年  | 2年   |
| 西暦 | 264年 | 265年 |
| 干支 | 甲申  | 乙酉  |

## 他元号との対照表
| 咸熙 | 元年         | 2年          |
| 呉   | 永安7 元興元 | 元興2 甘露元 |